# Croce del Monte Amiata
La croce monumentale del Monte Amiata è un monumento che si trova nel territorio di Abbadia San Salvatore, posto sulla vetta dell'omonimo monte.

## Storia

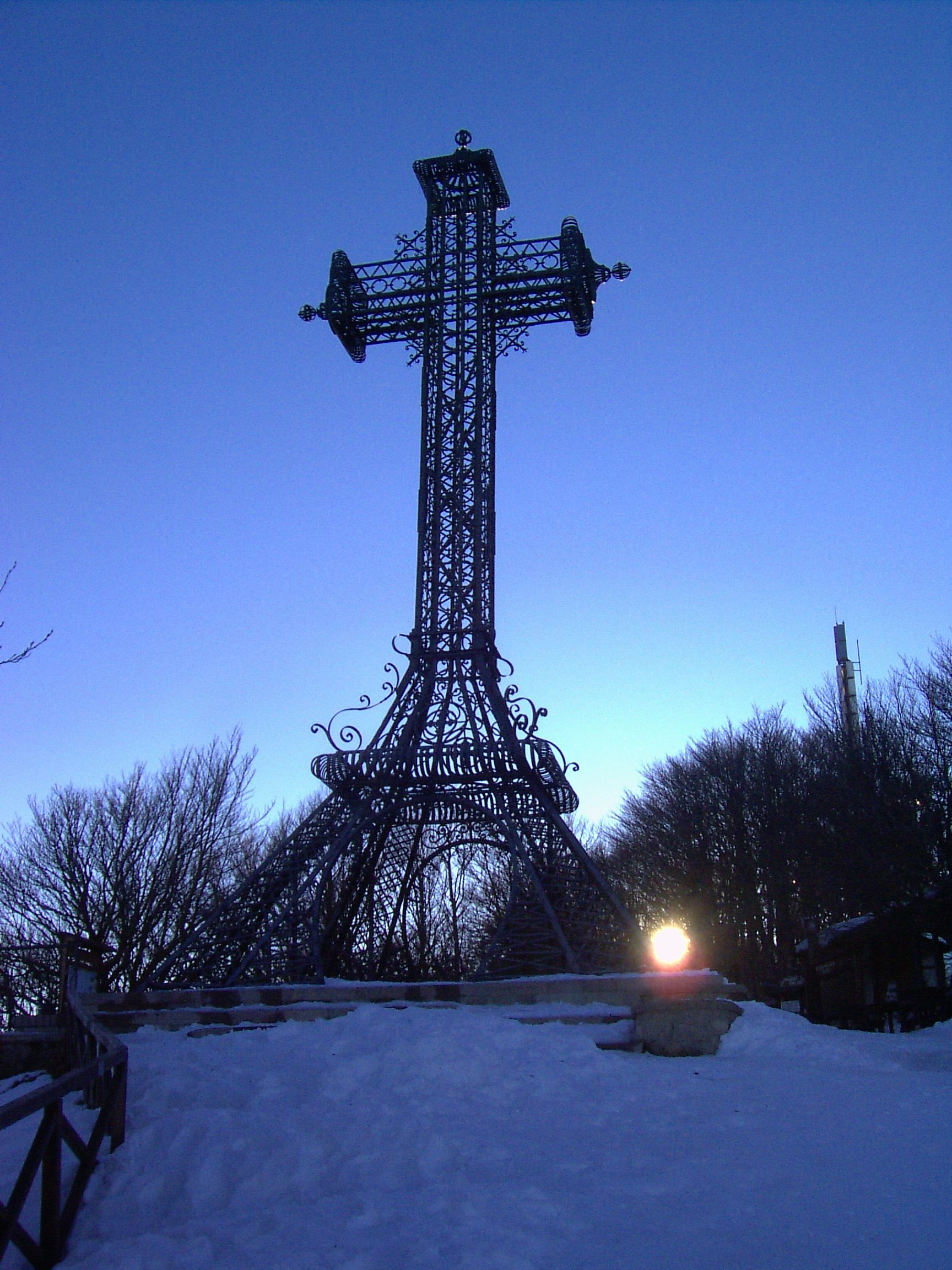
La Croce in visione notturna

La croce monumentale è alta 22 metri e la sua costruzione fu decisa in seguito alle indicazioni di papa Leone XIII che, al fine di festeggiare l'Anno Santo del 1900, suggerì di innalzare, sulle cime di varie montagne sparse per l'Italia, venti monumenti che celebrassero la Redenzione, una per ogni secolo trascorso compreso il XX che stava ormai per vedere la luce. Il monte Amiata fu la nona realizzazione in ordine di tempo.
L'episcopato toscano affidò l'incarico a monsignor Bellucci, vescovo di Chiusi e Pienza, nella cui giurisdizione era ubicato il Monte Amiata. È stata realizzata in ferro battuto dalle officine senesi di Luciano Zalaffi tra il 1900 e il 1910, rispecchiando lo stile Belle Époque, tipico dell'epoca, e poggiante su una base di 8×8 metri per lato. Per la sua costruzione furono utilizzate quattro tonnellate di ferro, che vennero trasportate sulla cima del monte a dorso di mulo. Il 18 settembre 1910 avvenne la cerimonia di inaugurazione a cui partecipò una folla giunta da tutti i paesi del circondario.
La croce subì seri danni durante la seconda guerra mondiale, infatti il 17 giugno 1944 il monumento venne abbattuto a seguito dei bombardamenti dei tedeschi in ritirata. Dopo la fine delle ostilità fu costituito il "Comitato organizzativo pro-rielevazione della croce del Monte Amiata", che assieme all'episcopato organizzò la ricostruzione dell'insigne monumento. Il lavoro consisteva nel sostituire 35 quintali di ferro distrutto nell'esplosione delle mine e di smontare le parti salvate riparandole e rimontandole con le nuove. L'opera durò tre mesi, e nel 1946, con un discorso radiofonico tenuto il 24 agosto da Pio XII, venne nuovamente inaugurata. Attraverso un impulso radio, il pontefice accese le lampadine collocate sulla monumentale croce, così per una notte divenne un punto luminoso visibile da molte località limitrofe.

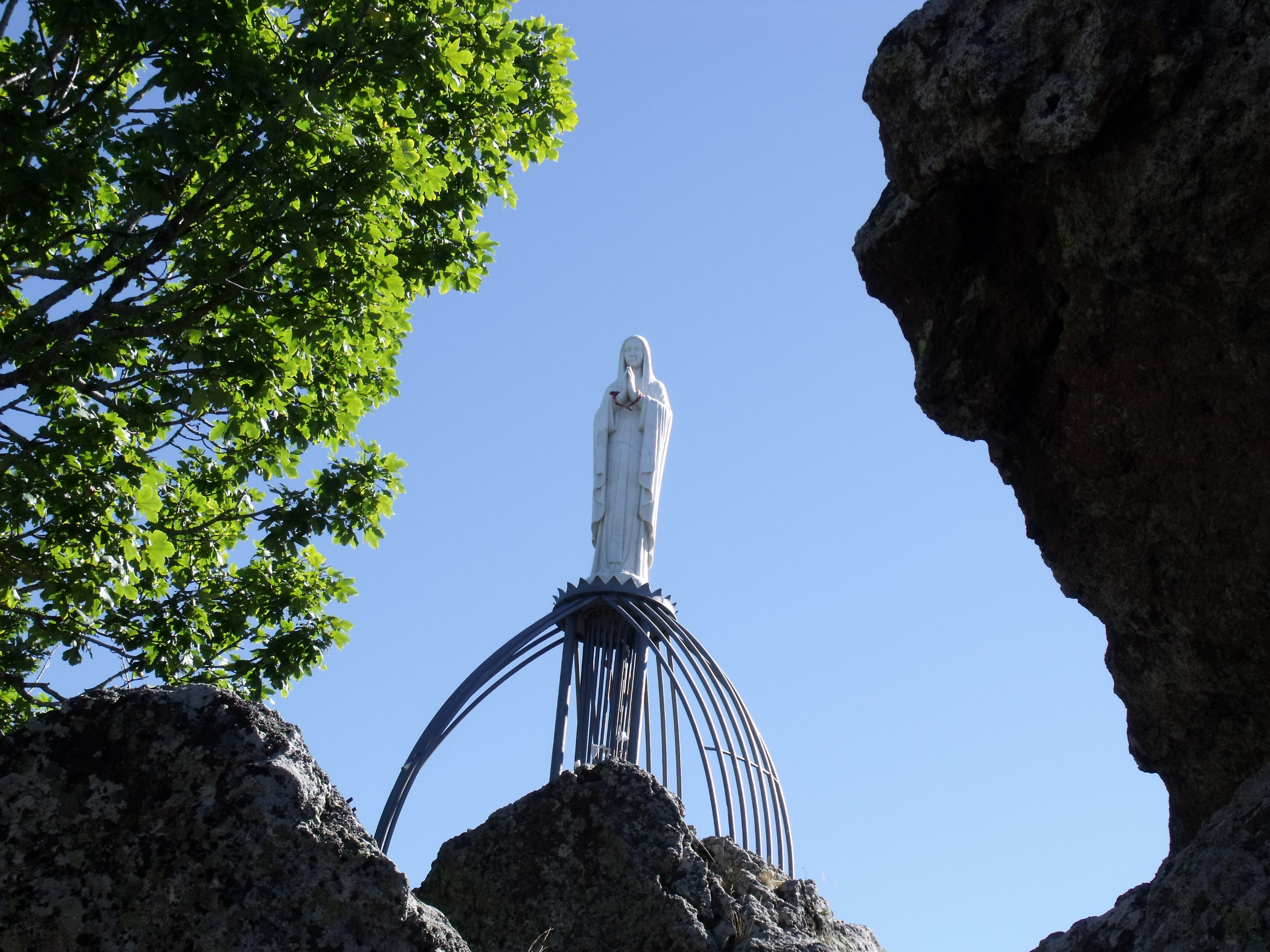
La statua della Madonna degli Scout

Nel periodo 2004-2009 la “Comunità Montana Amiata Val d'Orcia” ha realizzato una serie di interventi di manutenzione. In una prima fase la struttura in acciaio della croce monumentale fu messa in sicurezza provvedendo alla sostituzione di bulloni e profilati metallici, al trattamento degli elementi metallici e alla verniciatura dell'intera struttura. In un secondo momento furono realizzate una serie di sistemazioni sul piazzale sottostante e quello antistante la croce con il fine di riqualificare l'area nel rispetto dell'ambiente circostante.
Non lontano dalla cima del monte, in comune di Castel del Piano, in provincia di Grosseto, si trova anche la Madonnina degli scout, monumento di marmo proposto nel 1960 dagli Scout di Grosseto guidati da padre Ugolino Vagnuzzi e inaugurato domenica 9 luglio 1961. La statua è posta sulla roccia più alta della vetta del monte.